# Jakub (markiz Baux)
Jakub, dziedziczny książę Monako, markiz Baux (Jacques Honoré Rainier Grimaldi, ur. 10 grudnia 2014 w Monako) – monakijski książę z dynastii Grimaldich; następca monakijskiego tronu.
Jakub urodził się w Monte Carlo jako drugie dziecko Alberta II, księcia Monako i Charlene, księżnej Monako.
Po urodzeniu otrzymał tytuł markiza Baux. Zajmuje pierwsze miejsce w linii sukcesji monakijskiego tronu.
Poprzez swojego przodka, Jana Wilhelma Friso, księcia Oranii spokrewniony jest ze wszystkimi rodzinami królewskimi i książęcymi panującymi w Europie.

## Okoliczności narodzin
Albert II, który panuje w księstwie Monako od kwietnia 2005 roku, w 2011 poślubił południowoafrykańską pływaczkę Charlene Wittstock. Władca, pomimo swojego wieku, nie miał jeszcze legalnych potomków, a jego następczynią była starsza siostra, Karolina, księżna Hanoweru, i jej descendenci.
30 maja 2014 Pałac Książęcy ogłosił, że księżna Charlene jest w ciąży ze swoim pierwszym dzieckiem, a potomek ma przyjść na świat pod koniec roku. W czerwcu ojciec księżnej poinformował na jednym z portali społecznościowych, że para książęca zostanie rodzicami bliźniąt. Księżna Monako miała potwierdzić tę wiadomość 7 października w rozmowie z dziennikarzami magazynu Hello! podczas pobytu w Nowym Jorku. Dwa dni później, wobec rosnących spekulacji, Pałac Książęcy w specjalnym oświadczeniu przyznał, że Charlene i Albert spodziewają się narodzin dwojga dzieci.
19 listopada książę sprecyzował, że pozna płeć swoich potomków dopiero przy narodzinach; wyjaśnił również kwestię sukcesji – jeżeli dzieci będą tej samej płci, to jego następcą zostanie starsze z nich, jeżeli zaś będzie to chłopiec i dziewczynka, to pierwszeństwo dziedziczenia tronu przypada mężczyźnie.
22 listopada Pałac Książęcy wydał specjalne oświadczenie, w którym poinformował, że narodziny nowych członków rodziny książęcej zostaną uczczone wystrzeleniem czterdziestu dwóch strzałów z Fortu Antoine, a dzwony kościelne będą dzwonić przez piętnaście minut. Książę Albert podpisze specjalną proklamację, potwierdzającą to wydarzenie, która zostanie wystawiona przed wejściem do pałacu. W ustalonym dniu dzieci zostaną przedstawione mieszkańcom Monako. Tego dnia flagi będą wywieszone na maszty, tak jak w czasie obchodów Narodowego Dnia Monako. Para książęca poprosiła również, by zamiast prezentów dla dzieci przekazać pewną kwotę pieniędzy na wybrane przez nich fundacje charytatywne.

## Powiązania rodzinne
Książę Jakub urodził się 10 grudnia 2014 o godzinie 17:06 w klinice imienia księżnej Grace w Monte Carlo i jest o dwie minuty młodszy od swojej siostry bliźniaczki, księżniczki Gabrieli. Jego narodziny zostały uczczone przez wystrzelenie czterdziestu dwóch armat z Fortu Antoine i włączenie dzwonów kościelnych na piętnaście minut. Flagi w całym państwie zostały zawieszone na masztach.
Jego rodzicami są Albert II, książę Monako od 2005 roku i Charlene, księżna Monako, była pływaczka pochodząca z Republiki Południowej Afryki.
Jego dziadkami są ze strony ojca Rainier III, władca Monako w latach 1949–2005 i Grace, księżna Monako, amerykańska aktorka, zdobywczyni Nagrody Akademii Filmowej, natomiast ze strony matki Michael Wittstock i Lynette Wittstock.
Ma starszą siostrę bliźniaczkę księżniczkę Gabrielę oraz dwoje starszego przyrodniego rodzeństwa z poprzednich relacji ojca: Jaśminę Grimaldi i Aleksandra Grimaldi-Coste.
Chłopiec otrzymał imiona na cześć swoich przodków i poprzednich książąt Monako: księcia Jakuba I, seniora Honoriusza I, księcia Honoriusza II, księcia Honoriusza III, księcia Honoriusza IV, księcia Honoriusza V, admirała Rainiera I, seniora Rainiera II i księcia Rainiera III. Jego pierwsze imię, we francuskiej wersji Jacques, zostało wybrane również ze względu na to, że jest popularne w ojczyźnie księżnej Charlene, Republice Południowej Afryki.
Jakub i Gabriela są pierwszymi bliźniętami urodzonymi w historii rodu Grimaldich. Książę jest też pierwszym mężczyzną urodzonym jako członek monakijskiej rodziny książęcej od czasów narodzin swojego ojca w 1958 roku.
Narodziny księcia to pierwsza sytuacja w europejskiej monarchii od 1979 roku, kiedy panujący zostaje ojcem swojego następcy. Ostatnie takie wydarzenie miało miejsce, gdy w Szwecji przyszedł na świat syn króla Karola XVI Gustawa, Karol Filip, książę Värmland. Kilka lat później wprowadzono jednak zmiany w prawie, które spowodowały, że Karol Filip musiał ustąpić pierwsze miejsce w linii sukcesji swojej starszej siostrze, Wiktorii, księżnej Västergötland.
2 marca 2015 poinformowano, że ceremonia chrztu księcia Jakuba i księżniczki Gabrieli odbędzie się 10 maja. 7 maja ogłoszono, że rodzicami chrzestnymi księcia zostali Christopher Levine, kuzyn księcia Alberta i Diane de Polignac Nigra. Z tej okazji odznaczono ich oficerami Orderem Świętego Karola.
Uroczystość była jedną z największych w ostatnich latach w księstwie; uczestniczyli w niej członkowie rodzin Grimaldi i Wittstock i obywatele państwa. Wśród zaproszonych gości znaleźli się również: Karol, książę Castro z żoną, księżną Kamilą, książę Sergiusz z Jugosławii i jego żona, księżna Eleonora, modelka Victoria Silvstedt, francuski piłkarz Ludovic Giuly. Pierwsze czytanie odczytał Andrea Casiraghi, a drugie Diana de Polignac Nigra.

### Edukacja
12 września 2018 rozpoczął naukę w La Petite Ecole w Monako.
Od września 2019 uczęszcza do przedszkola Stella w Condamine.

## Członek rodziny książęcej
Narodziny dzieci pary książęcej rozwiązały kwestię sukcesji monakijskiego tronu. Książę Jakub wstąpił na pozycję następcy tronu, zgodnie z prawem primogenitury, obowiązującym w Księstwie Monako. Zastąpił na tym miejscu swoją ciotkę, księżną Hanoweru. Jakub otrzymał tradycyjny tytuł Jego Książęcej Wysokości dziedzicznego księcia Monako, markiza Baux. Jeżeli w przyszłości zostanie księciem Monako, prawdopodobnie przyjmie imię Jakub II. Jedynym władcą księstwa noszącym to imię był Jakub I z dynastii Goyon de Matignon, mąż księżnej Ludwiki Hipolity Grimaldi, panujący w latach 1731–1733.
Istnieje hipotetyczna możliwość, że chłopiec zostanie wyprzedzony w linii sukcesji, ale może się tak stać wyłącznie wtedy, gdy książę Albert wstąpi w legalny związek małżeński z matką swojego starszego syna, Aleksandra.
22 grudnia 2014 opublikowano pierwsze fotografie pary książęcej z dziećmi.
Zgodnie z zapowiedziami, dnia 7 stycznia 2015 książę Jakub razem z rodzicami, siostrą i krewnymi z rodu Grimaldich po raz pierwszy pojawił się na balkonie Pałacu Książęcego. Oficjalna prezentacja bliźniąt była w Monako świętem publicznym. Na placu przed budynkiem znalazło się około pięciu tysięcy osób, w tym przedstawiciele rodziny de Massy i Wittstock.
10 maja został odznaczony przez ojca Krzyżem Wielkim Orderu Świętego Karola.

### Działalność w Monako
Książę Jakub uczestniczy w wydarzeniach, odbywających się regularnie w Księstwie Monako, do których należą:
- wspomnienie Świętej Dewoty (27 stycznia), po raz pierwszy wziął udział w uroczystych obchodach w 2017 roku;
- Narodowy Dzień Monako (19 listopada), w którym uczestniczy od 2015 r.;
- Międzynarodowy Festiwal Cyrkowy w Monte Carlo (styczeń), od 2018 r.

12 lipca 2015 wystąpił podczas obchodów dziesięciu lat panowania księcia Alberta, a 19 listopada po raz pierwszy uczestniczył w Narodowym Dniu Monako. 29 listopada razem z rodzicami i siostrą wziął udział w marszu, którego tematyka skierowana była na zmiany klimatu na kuli ziemskiej.
27 lutego 2016 pojawił się z rodzicami na Stadionie Księcia Ludwika II w Monako, aby wziąć udział w 6. Turnieju Rugby Świętej Dewoty.
23 sierpnia 2017 towarzyszył mamie i siostrze podczas wizyty w Fundacji Hectora Otto i odwiedził starszych podopiecznych tej organizacji.

### Oficjalne wizyty zagraniczne
14 listopada 2018 w czasie swojej pierwszej podróży do Paryża uczestniczył w oficjalnym spotkaniu w Pałacu Elizejskim z pierwszą damą Francji, Brigitte Macron.
W marcu 2019 uczestniczył w oficjalnej wizycie przewodniczącego Chińskiej Republiki Ludowej do Księstwa Monako.

### Związki z Południową Afryką
W lutym 2019 po raz pierwszy pojechał do ojczyzny matki, Południowej Afryki. W trakcie wizyty w Benoni odwiedził szkołę, którą księżna Charlene objęła swoim patronatem.

### Religia
Zgodnie z tradycją obowiązującą w dynastii Grimaldich, książę Jakub został ochrzczony i jest wychowywany w wierze katolickiej.

## Genealogia
Książę Jakub należy do dynastii Grimaldich, ale w linii męskiej jest potomkiem francuskich hrabiów de Polignac. Jego pradziadek, Pierre, urodził się we francuskiej miejscowości Hennebont i wstąpił do monakijskiej rodziny książęcej po ślubie z Charlotte, nieślubną córką Ludwika II, księcia Monako.
Jego babka ze strony ojca, Grace, pochodziła z Filadelfii w Stanach Zjednoczonych. Była znaną aktorką, a 30 marca 1955 w czasie 27. ceremonii wręczenia Oscarów otrzymała Nagrodę Akademii Filmowej w kategorii Najlepszej Aktorki za rolę Georgie Elgin w filmie Dziewczyna z prowincji. Ojciec Jakuba, książę Albert, zrzekł się swojego amerykańskiego obywatelstwa w wieku dwudziestu jeden lat.
Jego pradziadek John Brendan Kelly został mistrzem olimpijskim w wioślarstwie trzykrotnie w czasie igrzysk olimpijskich w Antwerpii w 1920 roku i w Paryżu w 1924.
Poprzez swojego przodka, Jana Wilhelma Friso, księcia Oranii, Jakub spokrewniony jest ze wszystkimi europejskimi rodami królewskimi i książęcymi.
Matka księcia, Charlene urodziła się na terenie obecnego Zimbabwe, a wychowywała w Republice Południowej Afryki. Rodzina Wittstock ma pochodzenie głównie europejskie, a ich przodkowie wyemigrowali do Afryki w XIX wieku. Pałac Książęcy nie wyjaśnił, czy dzieci księżnej Charlene posiadają obywatelstwo południowoafrykańskie.

### Przodkowie
|  |                                            |  |  |  |  |  |  |  |  |  |  |  |  |  |  |  |
|  | Maxence, hrabia Polignac (1857-1936)       |  |  |  |  |  |  |  |  |  |  |  |  |  |  |  |
|  |                                            |  |  |  |  |  |  |  |  |  |  |  |  |  |  |  |
|  |                                            |  |  |  |  |  |  |  |  |  |  |  |  |  |  |  |
|  | Pierre, książę Valentinois (1895-1964)     |  |  |  |  |  |  |  |  |  |  |  |  |  |  |  |
|  |                                            |  |  |  |  |  |  |  |  |  |  |  |  |  |  |  |
|  |                                            |  |  |  |  |  |  |  |  |  |  |  |  |  |  |  |
|  | Susana, hrabina Polignac (1858-1913)       |  |  |  |  |  |  |  |  |  |  |  |  |  |  |  |
|  |                                            |  |  |  |  |  |  |  |  |  |  |  |  |  |  |  |
|  |                                            |  |  |  |  |  |  |  |  |  |  |  |  |  |  |  |
|  | Rainier III, książę Monako (1923-2005)     |  |  |  |  |  |  |  |  |  |  |  |  |  |  |  |
|  |                                            |  |  |  |  |  |  |  |  |  |  |  |  |  |  |  |
|  |                                            |  |  |  |  |  |  |  |  |  |  |  |  |  |  |  |
|  | Ludwik II, książę Monako (1870-1949)       |  |  |  |  |  |  |  |  |  |  |  |  |  |  |  |
|  |                                            |  |  |  |  |  |  |  |  |  |  |  |  |  |  |  |
|  |                                            |  |  |  |  |  |  |  |  |  |  |  |  |  |  |  |
|  | Charlotte, księżna Valentinois (1898-1977) |  |  |  |  |  |  |  |  |  |  |  |  |  |  |  |
|  |                                            |  |  |  |  |  |  |  |  |  |  |  |  |  |  |  |
|  |                                            |  |  |  |  |  |  |  |  |  |  |  |  |  |  |  |
|  | Maria Louvet (1867-1930)                   |  |  |  |  |  |  |  |  |  |  |  |  |  |  |  |
|  |                                            |  |  |  |  |  |  |  |  |  |  |  |  |  |  |  |
|  |                                            |  |  |  |  |  |  |  |  |  |  |  |  |  |  |  |
|  | Albert II, książę Monako (1958-)           |  |  |  |  |  |  |  |  |  |  |  |  |  |  |  |
|  |                                            |  |  |  |  |  |  |  |  |  |  |  |  |  |  |  |
|  |                                            |  |  |  |  |  |  |  |  |  |  |  |  |  |  |  |
|  | John Kelly (1848-1917)                     |  |  |  |  |  |  |  |  |  |  |  |  |  |  |  |
|  |                                            |  |  |  |  |  |  |  |  |  |  |  |  |  |  |  |
|  |                                            |  |  |  |  |  |  |  |  |  |  |  |  |  |  |  |
|  | John Kelly (1899-1960)                     |  |  |  |  |  |  |  |  |  |  |  |  |  |  |  |
|  |                                            |  |  |  |  |  |  |  |  |  |  |  |  |  |  |  |
|  |                                            |  |  |  |  |  |  |  |  |  |  |  |  |  |  |  |
|  | Mary Kelly (1852-1926)                     |  |  |  |  |  |  |  |  |  |  |  |  |  |  |  |
|  |                                            |  |  |  |  |  |  |  |  |  |  |  |  |  |  |  |
|  |                                            |  |  |  |  |  |  |  |  |  |  |  |  |  |  |  |
|  | Grace, księżna Monako (1929-1982)          |  |  |  |  |  |  |  |  |  |  |  |  |  |  |  |
|  |                                            |  |  |  |  |  |  |  |  |  |  |  |  |  |  |  |
|  |                                            |  |  |  |  |  |  |  |  |  |  |  |  |  |  |  |
|  | Carl Majer (1863-1922)                     |  |  |  |  |  |  |  |  |  |  |  |  |  |  |  |
|  |                                            |  |  |  |  |  |  |  |  |  |  |  |  |  |  |  |
|  |                                            |  |  |  |  |  |  |  |  |  |  |  |  |  |  |  |
|  | Margaret Kelly (1898-1990)                 |  |  |  |  |  |  |  |  |  |  |  |  |  |  |  |
|  |                                            |  |  |  |  |  |  |  |  |  |  |  |  |  |  |  |
|  |                                            |  |  |  |  |  |  |  |  |  |  |  |  |  |  |  |
|  | Margaretha Majer (1870-1949)               |  |  |  |  |  |  |  |  |  |  |  |  |  |  |  |
|  |                                            |  |  |  |  |  |  |  |  |  |  |  |  |  |  |  |
|  |                                            |  |  |  |  |  |  |  |  |  |  |  |  |  |  |  |
|  | Jakub, markiz Baux (2014-)                 |  |  |  |  |  |  |  |  |  |  |  |  |  |  |  |
|  |                                            |  |  |  |  |  |  |  |  |  |  |  |  |  |  |  |
|  |                                            |  |  |  |  |  |  |  |  |  |  |  |  |  |  |  |
|  | Heinrich Wittstock                         |  |  |  |  |  |  |  |  |  |  |  |  |  |  |  |
|  |                                            |  |  |  |  |  |  |  |  |  |  |  |  |  |  |  |
|  |                                            |  |  |  |  |  |  |  |  |  |  |  |  |  |  |  |
|  | Dudley Wittstock (1918-1986)               |  |  |  |  |  |  |  |  |  |  |  |  |  |  |  |
|  |                                            |  |  |  |  |  |  |  |  |  |  |  |  |  |  |  |
|  |                                            |  |  |  |  |  |  |  |  |  |  |  |  |  |  |  |
|  | Olive Wittstock                            |  |  |  |  |  |  |  |  |  |  |  |  |  |  |  |
|  |                                            |  |  |  |  |  |  |  |  |  |  |  |  |  |  |  |
|  |                                            |  |  |  |  |  |  |  |  |  |  |  |  |  |  |  |
|  | Michael Wittstock (1946-)                  |  |  |  |  |  |  |  |  |  |  |  |  |  |  |  |
|  |                                            |  |  |  |  |  |  |  |  |  |  |  |  |  |  |  |
|  |                                            |  |  |  |  |  |  |  |  |  |  |  |  |  |  |  |
|  | Henry Nicolson                             |  |  |  |  |  |  |  |  |  |  |  |  |  |  |  |
|  |                                            |  |  |  |  |  |  |  |  |  |  |  |  |  |  |  |
|  |                                            |  |  |  |  |  |  |  |  |  |  |  |  |  |  |  |
|  | Sylvia Wittstock (1921-2015)               |  |  |  |  |  |  |  |  |  |  |  |  |  |  |  |
|  |                                            |  |  |  |  |  |  |  |  |  |  |  |  |  |  |  |
|  |                                            |  |  |  |  |  |  |  |  |  |  |  |  |  |  |  |
|  | Marjorie Nicolson                          |  |  |  |  |  |  |  |  |  |  |  |  |  |  |  |
|  |                                            |  |  |  |  |  |  |  |  |  |  |  |  |  |  |  |
|  |                                            |  |  |  |  |  |  |  |  |  |  |  |  |  |  |  |
|  | Charlene, księżna Monako (1978-)           |  |  |  |  |  |  |  |  |  |  |  |  |  |  |  |
|  |                                            |  |  |  |  |  |  |  |  |  |  |  |  |  |  |  |
|  |                                            |  |  |  |  |  |  |  |  |  |  |  |  |  |  |  |
|  | Ernest Humberstone                         |  |  |  |  |  |  |  |  |  |  |  |  |  |  |  |
|  |                                            |  |  |  |  |  |  |  |  |  |  |  |  |  |  |  |
|  |                                            |  |  |  |  |  |  |  |  |  |  |  |  |  |  |  |
|  | Brian Humberstone (1932-1998)              |  |  |  |  |  |  |  |  |  |  |  |  |  |  |  |
|  |                                            |  |  |  |  |  |  |  |  |  |  |  |  |  |  |  |
|  |                                            |  |  |  |  |  |  |  |  |  |  |  |  |  |  |  |
|  | Lilian Humberstone                         |  |  |  |  |  |  |  |  |  |  |  |  |  |  |  |
|  |                                            |  |  |  |  |  |  |  |  |  |  |  |  |  |  |  |
|  |                                            |  |  |  |  |  |  |  |  |  |  |  |  |  |  |  |
|  | Lynette Wittstock (1959-)                  |  |  |  |  |  |  |  |  |  |  |  |  |  |  |  |
|  |                                            |  |  |  |  |  |  |  |  |  |  |  |  |  |  |  |
|  |                                            |  |  |  |  |  |  |  |  |  |  |  |  |  |  |  |
|  | Charles Openshaw                           |  |  |  |  |  |  |  |  |  |  |  |  |  |  |  |
|  |                                            |  |  |  |  |  |  |  |  |  |  |  |  |  |  |  |
|  |                                            |  |  |  |  |  |  |  |  |  |  |  |  |  |  |  |
|  | Violet Humberstone                         |  |  |  |  |  |  |  |  |  |  |  |  |  |  |  |
|  |                                            |  |  |  |  |  |  |  |  |  |  |  |  |  |  |  |
|  |                                            |  |  |  |  |  |  |  |  |  |  |  |  |  |  |  |
|  | Alice Openshaw                             |  |  |  |  |  |  |  |  |  |  |  |  |  |  |  |
|  |                                            |  |  |  |  |  |  |  |  |  |  |  |  |  |  |  |
|  |                                            |  |  |  |  |  |  |  |  |  |  |  |  |  |  |  |

### Rodzina książęca
| Pierwsze pokolenie                                                                                              | Drugie pokolenie                                | Trzecie pokolenie                            | Czwarte pokolenie                      | Piąte pokolenie                   |
| --- | ----------------------------------------------- | -------------------------------------------- | -------------------------------------- | --------------------------------- |
| Pierre, książę Valentinois (ur 1895, zm. 1964) Charlotte, księżna Valentinois (ur. 1898, zm. 1977) (potomkowie) | Antoinette, baronowa Massy (ur. 1920, zm. 2011) | Elisabeth de Massy (ur. 1947, zm. 2020)      | Jean Taubert Natta (ur. 1974)          | Melchior Taubert Natta (ur. 2009) |
| Pierre, książę Valentinois (ur 1895, zm. 1964) Charlotte, księżna Valentinois (ur. 1898, zm. 1977) (potomkowie) | Antoinette, baronowa Massy (ur. 1920, zm. 2011) | Elisabeth de Massy (ur. 1947, zm. 2020)      | Melanie-Antoinette de Massy (ur. 1985) |                                   |
| Pierre, książę Valentinois (ur 1895, zm. 1964) Charlotte, księżna Valentinois (ur. 1898, zm. 1977) (potomkowie) | Antoinette, baronowa Massy (ur. 1920, zm. 2011) | Christan de Massy (ur. 1949)                 | Leticia de Massy (ur. 1971)            | Rose de Brouwer (ur. 2008)        |
| Pierre, książę Valentinois (ur 1895, zm. 1964) Charlotte, księżna Valentinois (ur. 1898, zm. 1977) (potomkowie) | Antoinette, baronowa Massy (ur. 1920, zm. 2011) | Christan de Massy (ur. 1949)                 | Leticia de Massy (ur. 1971)            | Sylvestre de Brouwer (ur. 2008)   |
| Pierre, książę Valentinois (ur 1895, zm. 1964) Charlotte, księżna Valentinois (ur. 1898, zm. 1977) (potomkowie) | Antoinette, baronowa Massy (ur. 1920, zm. 2011) | Christan de Massy (ur. 1949)                 | Brice de Massy (ur. 1987)              |                                   |
| Pierre, książę Valentinois (ur 1895, zm. 1964) Charlotte, księżna Valentinois (ur. 1898, zm. 1977) (potomkowie) | Antoinette, baronowa Massy (ur. 1920, zm. 2011) | Christan de Massy (ur. 1949)                 | Antoine de Massy (ur. 1997)            |                                   |
| Pierre, książę Valentinois (ur 1895, zm. 1964) Charlotte, księżna Valentinois (ur. 1898, zm. 1977) (potomkowie) | Antoinette, baronowa Massy (ur. 1920, zm. 2011) | Christine-Alix de Massy (ur. 1951, zm. 1989) | Sebastian Knecht de Massy (ur. 1972)   | Christine Knecht (ur. 2000)       |
| Pierre, książę Valentinois (ur 1895, zm. 1964) Charlotte, księżna Valentinois (ur. 1898, zm. 1977) (potomkowie) | Antoinette, baronowa Massy (ur. 1920, zm. 2011) | Christine-Alix de Massy (ur. 1951, zm. 1989) | Sebastian Knecht de Massy (ur. 1972)   | Alexia Knecht (ur. 2001)          |
| Pierre, książę Valentinois (ur 1895, zm. 1964) Charlotte, księżna Valentinois (ur. 1898, zm. 1977) (potomkowie) | Antoinette, baronowa Massy (ur. 1920, zm. 2011) | Christine-Alix de Massy (ur. 1951, zm. 1989) | Sebastian Knecht de Massy (ur. 1972)   | Vittoria Knecht (ur. 2007)        |
| Pierre, książę Valentinois (ur 1895, zm. 1964) Charlotte, księżna Valentinois (ur. 1898, zm. 1977) (potomkowie) | Antoinette, baronowa Massy (ur. 1920, zm. 2011) | Christine-Alix de Massy (ur. 1951, zm. 1989) | Sebastian Knecht de Massy (ur. 1972)   | Andrea Knecht (ur. 2008)          |
| Pierre, książę Valentinois (ur 1895, zm. 1964) Charlotte, księżna Valentinois (ur. 1898, zm. 1977) (potomkowie) | Rainier III, książę Monako (ur. 1923, zm. 2005) | Caroline, księżna Hanoweru (ur. 1957)        | Andrea Casiraghi (ur. 1984)            | Alexandre Casiraghi (ur. 2013)    |
| Pierre, książę Valentinois (ur 1895, zm. 1964) Charlotte, księżna Valentinois (ur. 1898, zm. 1977) (potomkowie) | Rainier III, książę Monako (ur. 1923, zm. 2005) | Caroline, księżna Hanoweru (ur. 1957)        | Andrea Casiraghi (ur. 1984)            | India Casiraghi (ur. 2015)        |
| Pierre, książę Valentinois (ur 1895, zm. 1964) Charlotte, księżna Valentinois (ur. 1898, zm. 1977) (potomkowie) | Rainier III, książę Monako (ur. 1923, zm. 2005) | Caroline, księżna Hanoweru (ur. 1957)        | Andrea Casiraghi (ur. 1984)            | Maximilian Casiraghi (ur. 2018)   |
| Pierre, książę Valentinois (ur 1895, zm. 1964) Charlotte, księżna Valentinois (ur. 1898, zm. 1977) (potomkowie) | Rainier III, książę Monako (ur. 1923, zm. 2005) | Caroline, księżna Hanoweru (ur. 1957)        | Charlotte Casiraghi (ur. 1986)         | Raphael Elmaleh (ur. 2013)        |
| Pierre, książę Valentinois (ur 1895, zm. 1964) Charlotte, księżna Valentinois (ur. 1898, zm. 1977) (potomkowie) | Rainier III, książę Monako (ur. 1923, zm. 2005) | Caroline, księżna Hanoweru (ur. 1957)        | Charlotte Casiraghi (ur. 1986)         | Balthasar Rassam (ur. 2018)       |
| Pierre, książę Valentinois (ur 1895, zm. 1964) Charlotte, księżna Valentinois (ur. 1898, zm. 1977) (potomkowie) | Rainier III, książę Monako (ur. 1923, zm. 2005) | Caroline, księżna Hanoweru (ur. 1957)        | Pierre Casiraghi (ur. 1987)            | Stefano Casiraghi (ur. 2017)      |
| Pierre, książę Valentinois (ur 1895, zm. 1964) Charlotte, księżna Valentinois (ur. 1898, zm. 1977) (potomkowie) | Rainier III, książę Monako (ur. 1923, zm. 2005) | Caroline, księżna Hanoweru (ur. 1957)        | Pierre Casiraghi (ur. 1987)            | Franceso Casiraghi (ur. 2018)     |
| Pierre, książę Valentinois (ur 1895, zm. 1964) Charlotte, księżna Valentinois (ur. 1898, zm. 1977) (potomkowie) | Rainier III, książę Monako (ur. 1923, zm. 2005) | Caroline, księżna Hanoweru (ur. 1957)        | księżniczka Alexandra (ur. 1999)       |                                   |
| Pierre, książę Valentinois (ur 1895, zm. 1964) Charlotte, księżna Valentinois (ur. 1898, zm. 1977) (potomkowie) | Rainier III, książę Monako (ur. 1923, zm. 2005) | Albert II, książę Monako (ur. 1958)          | Jazmin Grimaldi (ur. 1992)             |                                   |
| Pierre, książę Valentinois (ur 1895, zm. 1964) Charlotte, księżna Valentinois (ur. 1898, zm. 1977) (potomkowie) | Rainier III, książę Monako (ur. 1923, zm. 2005) | Albert II, książę Monako (ur. 1958)          | Alexandre Grimaldi-Coste (ur. 2003)    |                                   |
| Pierre, książę Valentinois (ur 1895, zm. 1964) Charlotte, księżna Valentinois (ur. 1898, zm. 1977) (potomkowie) | Rainier III, książę Monako (ur. 1923, zm. 2005) | Albert II, książę Monako (ur. 1958)          | Gabriela, hrabina Carladès (ur. 2014)  |                                   |
| Pierre, książę Valentinois (ur 1895, zm. 1964) Charlotte, księżna Valentinois (ur. 1898, zm. 1977) (potomkowie) | Rainier III, książę Monako (ur. 1923, zm. 2005) | Albert II, książę Monako (ur. 1958)          | Jakub, markiz Baux (ur. 2014)          |                                   |
| Pierre, książę Valentinois (ur 1895, zm. 1964) Charlotte, księżna Valentinois (ur. 1898, zm. 1977) (potomkowie) | Rainier III, książę Monako (ur. 1923, zm. 2005) | księżniczka Stephanie (ur. 1965)             | Louis Ducruet (ur. 1992)               | Victoire Ducruet (ur. 2023)       |
| Pierre, książę Valentinois (ur 1895, zm. 1964) Charlotte, księżna Valentinois (ur. 1898, zm. 1977) (potomkowie) | Rainier III, książę Monako (ur. 1923, zm. 2005) | księżniczka Stephanie (ur. 1965)             | Pauline Ducruet (ur. 1994)             |                                   |
| Pierre, książę Valentinois (ur 1895, zm. 1964) Charlotte, księżna Valentinois (ur. 1898, zm. 1977) (potomkowie) | Rainier III, książę Monako (ur. 1923, zm. 2005) | księżniczka Stephanie (ur. 1965)             | Camille Gottlieb (ur. 1998)            |                                   |

## Odznaczenia
Lista odznaczeń przyznanych księciu Jakubowi:
| Data         | Państwo | Osoba przyznająca  | Odznaczenie                         |
| ------------ | ------- | ------------------ | ----------------------------------- |
| 10 maja 2015 | Monako  | Albert II Grimaldi | Krzyż Wielki Orderu Świętego Karola |

## Tytuły
| Od              | do    | Tytuł                                                         |
| --------------- | ----- | ------------------------------------------------------------- |
| 10 grudnia 2014 | nadal | Jego Książęca Wysokość Dziedziczny Książę Monako, markiz Baux |